# Gródek (Kunów)
Gródek – część miasta Kunów położona w województwie świętokrzyskim w powiecie ostrowieckim w gminie Kunów.
W latach 1975–1998 miejscowość administracyjnie należała do województwa kieleckiego.